# L'Île des amours éternelles
L'île des amours éternelles (en espagnol, La isla de los amores infinitos) est un roman de l'écrivaine cubaine Daína Chaviano paru en 2006. Il a été traduit en français en 2008 par Caroline Lepage. 
L'auteur aborde dans son œuvre la fusion des trois ethnies qui composent la nation cubaine : l'espagnole, l'africaine et la chinoise.

## Résumé
L'île des amours éternelles suit la vie d'une jeune journaliste cubaine exilée à Miami où elle rencontre une mystérieuse femme. La narration se déroule sur deux plans temporels — le présent et le passé — et sur trois plans spatiaux — la Chine, où un suicide déclenche tout un enchaînement de réactions au sein d'une famille, l'Espagne, où une étrange malédiction poursuit toutes les femmes d'une famille, et l'Afrique, où une jeune fille est séquestrée sur les côtes de sa terre pour être emmenée vers un monde inconnu.
Ces trois épisodes dramatiques du passé vont conduire à des situations qui se déroulent de nos jours.

## Influences

### Musicales
La musique joue dans ce roman un rôle clé : chaque chapitre du roman porte le nom d'un boléro. Apparaissent également des figures emblématiques de l'histoire de la musique cubaine, comme Rita Montaner, Ernesto Lecuona, La Lupe, Benny Moré, Fredesvinda García Valdés (plus connu sous son nom d'artiste Freddy) et Joaquín Nin.

### Littéraires
On retrouve également des personnages d’œuvres classiques comme le roman Cecilia Valdés (es), œuvre classique de la littérature romantique cubaine, écrite en 1839 par Cirilo Villaverde (es).

## Récompense littéraire
Daína Chaviano a reçu la Médaille d'Or 2007 des Florida Book Awards, qui récompense les meilleurs livres publiés dans l'année par des auteurs résidant dans l'État, dans la catégorie meilleure œuvre en langue espagnole.
Avec des éditions en 25 langues, il s'agit du roman cubain le plus traduit de tous les temps[réf. nécessaire].